# Dordóniz
Dordóniz (Dordoniz en euskera) es una localidad y una Entidad Local Menor perteneciente al municipio de Condado de Treviño, Burgos (España). Está situada en la comarca de Ebro.

## Datos generales
Tiene una extensión superficial de 3,34 km².
Situado 4 km al este de la capital del municipio, Treviño, junto a Franco y Moscador de Treviño.

## Demografía
Evolución de la población
| Gráfica de evolución demográfica de Dordóniz entre 2000 y 2017     |
|                                                                    |
| Población de derecho (2000-2017) según el padrón municipal del INE |

## Historia

### Antiguo Régimen
Antes de la creación de los ayuntamientos constitucionales estaba incluida en la Cuadrilla de Val de Tobera.

### Aparición en elCatastro de Ensenada
En el catastro de Ensenada, realizado en 1755, los habitantes de Dordoniz afirman que hay "8 casas habitadas  y que aunque es un señorío no pagan derecho alguno por establecimiento de solar".
En 1755 el pueblo estaba habitado por cinco vecinos y tres moradores, de ellos uno varón. Y cinco viudas.
Los citados en esa fecha por el catastro de Ensenada fueron:

#### Propietarios de colmenas
- Basilio Fernández (Regidor)
- Agustín de Roa
- Santiago de Pangua
- Francisco de Ogueta

#### Dueños de ganado
- Basilio Fernández
- Francisco Marquinez
- María Díaz
- Bárbara Díaz
- Francisco de Ogueta
- Santiago de Pangua
- Agustín de Roa
- Francisco de Grandibal

Este es también el nombre del único pobre de solemnidad en esa fecha, al que se le añade la calificación de tullido.
Al momento del censo estaban presentes Agustín de San Martín, nombrado perito para la ayuda en la confección del catastro, y el clérigo Francisco Antonio Fernández (en sustitución del cura que se hallaba ausente).

### Descripción de Pascual Madoz
Así se describe a Dordóniz en el tomo VII del Diccionario geográfico-estadístico-histórico de España y sus posesiones de Ultramar, obra impulsada por Pascual Madoz a mediados del siglo XIX:

Aldea en la provincia, audiencia territorial y capitanía general de Burgos (20 leguas), partido judicial de Miranda de Ebro (4), diócesis de Calahorra (26), ayuntamiento de Treviño (1/4); Situada en una colina, combatida libremente por los vientos del N; el clima es sano, y las enfermedades más comunes las estacionales. Tiene 11 casas, escuela de primeras letras concurrida por 8 ó 10 niños de ambos sexos, cuyo maestro está dotado con 700 reales, iglesia parroquial (Santiago) servida por un cura beneficiado, una ermita dedicada a San Andrés, y 6 fuentes en el término de muy buenas aguas. Confina N y E Treviño; S San Martín, y O Caricedo. El terreno es de tercera calidad, y comprende un monte muy poco poblado de robles. Los caminos son de pueblo a pueblo, y la correspondencia la recibe de Vitoria por medio de un valijero que paga todo el condado de Treviño. Producciones: trigo, cebada, avena, maíz y patatas; ganado lanar, el vacuno necesario para la labor y alguno de cerda; y caza de liebres, perdices y codornices. Industria: la agrícola y un molino harinero. Población: 8 vecinos, 30 almas.
Diccionario geográfico-estadístico-histórico de España y sus posesiones de Ultramar

### SigloXXI
El Pleno del Ayuntamiento de Condado de Treviño, en sesión celebrada el 20 de junio de 2003, acuerda iniciar el expediente de constitución en Entidad Local Menor, una vez acreditada la existencia de patrimonio suficiente para garantizar el cumplimiento de sus fines. Así como de bienes, derechos o intereses peculiares y propios de los vecinos y distintos a los comunes al municipio de Condado de Treviño que justifican la creación de una organización administrativa descentralizada.

## Elementos de interés

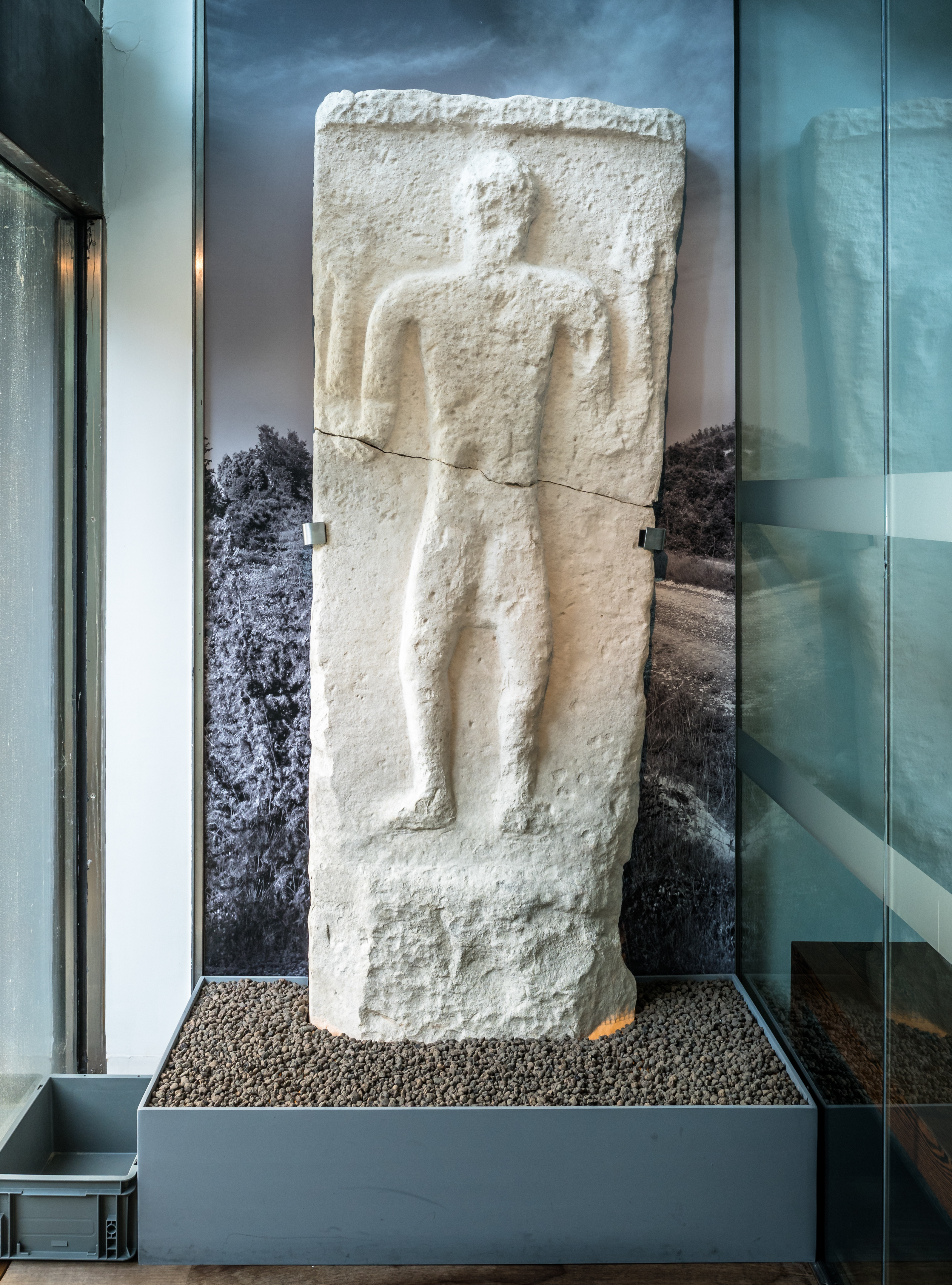
El Canto de Dordóniz, piedra que se encontraba en un cruce de caminos cerca de Dordóniz

Núcleo rural de reducida dimensión organizado a partir de un camino con un espacio más amplio que conforma la plaza con fuente-abrevadero-lavadero. La iglesia se sitúa en el borde. Tipos edificatorios agrupados en pocas unidades, con patios o aislados. Edificios auxiliares con estructura de madera vista y adobe.
Iglesia de Santiago, una nave (siglo XVI-XVII), planta rectangular, capilla lateral posterior con contrafuertes en esquinas, pórtico don sendos arcos de medio punto protegiendo la portada románica (siglo XIII) con columnas y capiteles de escasa decoración. Espadaña sobre el pórtico, de dos cuerpos, campanario barroco (siglo XVIII). Fábrica de sillería y mampostería.

## Disposiciones legales
ACUERDO 30/2007, de 15 de marzo, de la Junta de Castilla y León, por el que se autoriza la constitución en Entidad Local Menor al núcleo de población de Dordóniz, perteneciente al municipio de Condado de Treviño. 
El pleno de la corporación municipal acuerda delegar el servicio domiciliario de agua potable así como el de alcantarillado a esta nueva Junta Vecinal Acuerdo de 18 de enero de 2008\Boletín Provincia (enlace roto disponible en Internet Archive; véase el historial, la primera versión y la última).